# Poznanj
Poznanj (poljsko Poznań, nemško Posen) je eno najstarejših in največjih mest na Poljskem ter glavno mesto Velikopoljskega vojvodstva. Leži ob reki Varta.
Leta 2005 je mestno prebivalstvo štelo 571.000 ljudi, skupaj s predmestji pa en milijon. V mestu je univerza, imenovana po Adamu Mickiewiczu.

## Šport
- Lech Poznań je poljski nogometni klub.